# Issoufou Lankondé
Issoufou Lankondé (* 4. Juli 1954 in Winditane; † 28. Januar 2014 in Niamey) war ein nigrischer Bildhauer.

## Leben
Issoufou Lankondé war der Sohn eines Soldaten. Er besuchte die Schule École Canada in Niamey. Schon früh zeigte sich sein zeichnerisches Talent. Mit der Bildhauerei kam er nachhaltig durch seine Mitarbeit bei einer Ausstellung im Centre Culturel Franco-Nigérien Niamey in Berührung. Lankondé eignete sich das Handwerk zunächst autodidaktisch an und gestaltete getöpferte Büsten von Familienmitgliedern. Seine erste öffentlich ausgestellte Skulptur war 1969 im Centre culturel américain in Niamey zu sehen. Mit einem Stipendium studierte er von 1974 bis 1976 an den Kunstakademien École nationale supérieure d’art de Bourges und École supérieure des beaux-arts de Tours in Frankreich.
Lankondé wurde zu einem der bekanntesten Bildhauer Nigers. Er erhielt Aufträge für Skulpturen im öffentlichen Raum an verschiedenen Orten des Landes. Er spezialisierte sich auf monumentale Skulpturen, die oft Tiere und Menschen darstellen. Er verwendete verschiedene Materialien: Holz, Stein, Bronze, Ton und Gips. Als sein Vorbild nannte er Auguste Rodin.
Lankondé gestaltete Ausstellungen unter anderem im Centre Culturel Franco-Nigérien Niamey und im Centre Culturel Franco-Nigérien Zinder. Er saß der Kommission für Bildhauerei bei den Vorbereitungen für die Spiele der Frankophonie 2005 vor und war Jurypräsident für Bildhauerei bei den Spielen der CENSAD. Er unterrichtete Kunst an der Mittelschule Lycée Issa Béri im Niameyer Stadtviertel Issa Béri und an der Niameyer Hochschule Institut National de la Jeunesse, des Sports et de la Culture. Ab 2011 wirkte er als Generaldirektor der ersten nigrischen Kunstschule. Diese wurde in Balleyara eingerichtet, einer Nachbarsiedlung seines Geburtsorts Winditane.
Issoufou Lankondé hatte drei Kinder. Er starb 2014 an den Folgen einer Krankheit.

## Werke (Auswahl)

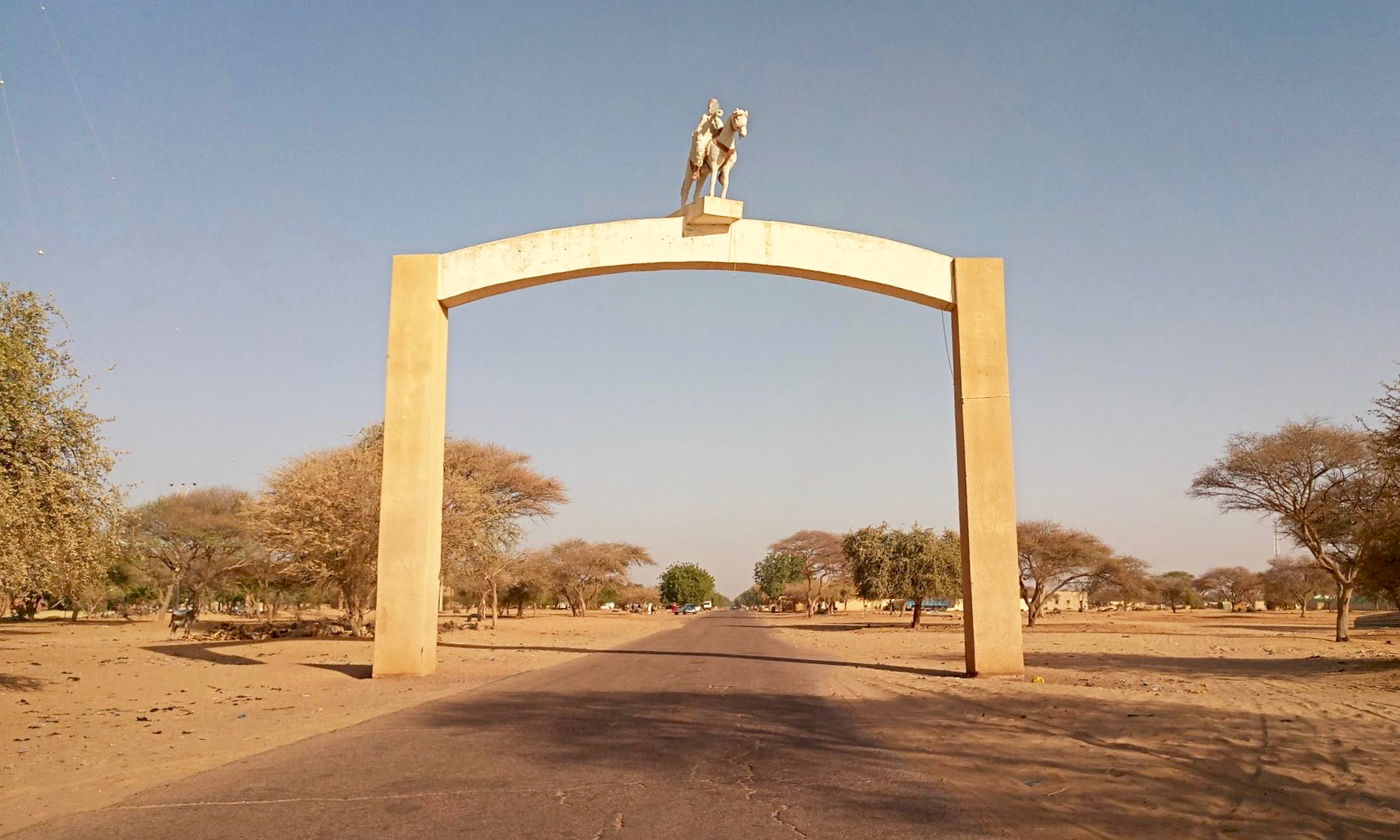
Statue eines Pferdes an der Stadteinfahrt von Diffa

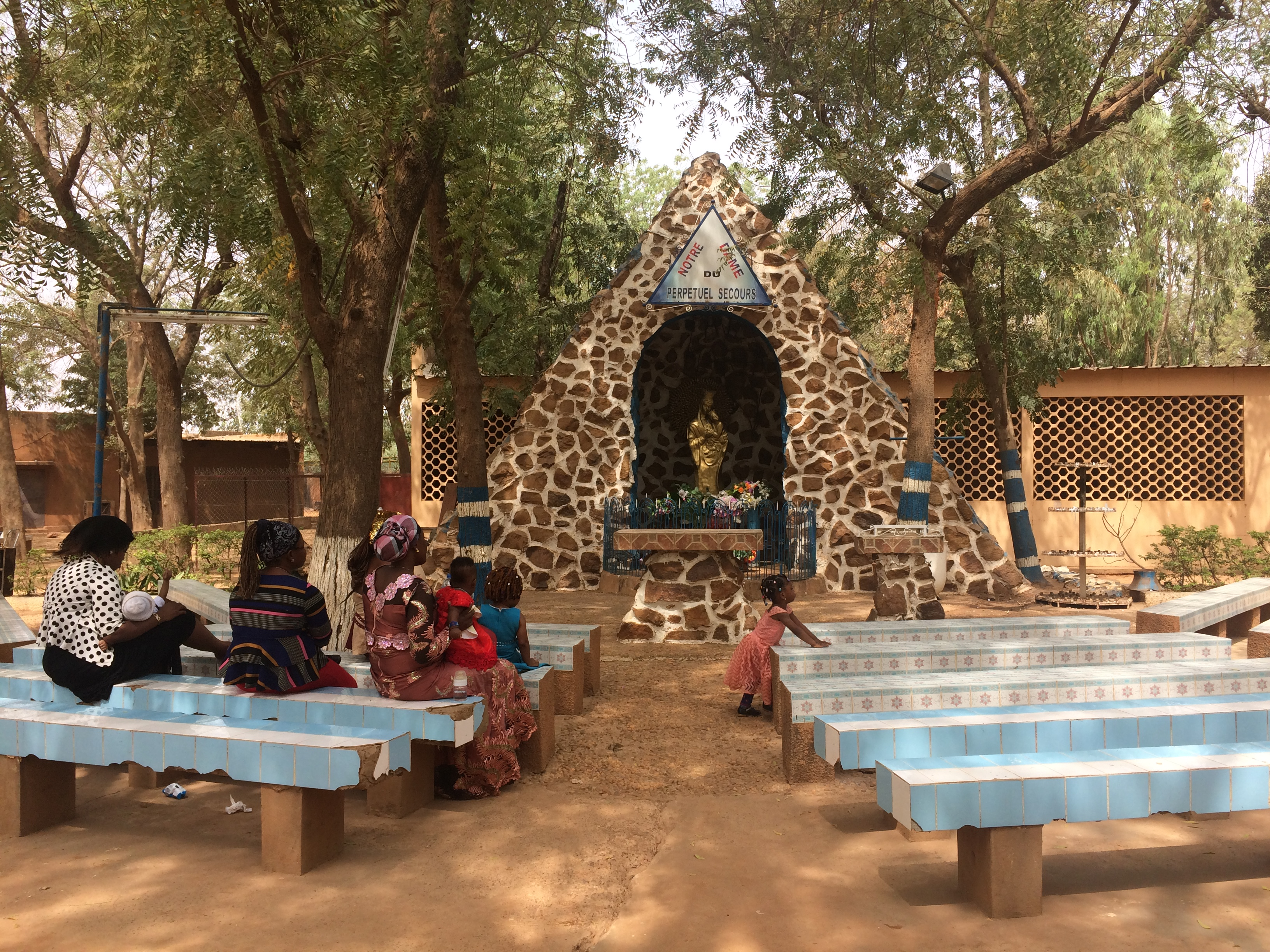
Statue der Jungfrau Maria bei der Kathedrale Unserer lieben Frau von der immerwährenden Hilfe in Niamey

- Statue eines Pferdes, Stadteinfahrt von Diffa
- Büste von Oumarou Ganda, Centre Culturel Oumarou Ganda, Niamey
- Büste von Boubou Hama, Nigrisches Nationalmuseum, Niamey
- Statue Fahnenträger und Brunnen, Direction de la Surveillance du Territoire, Niamey
- Statuen von Giraffen, Nigrisches Nationalmuseum, Niamey
- Statuen von Giraffen, Hôtel de l’Amitié, Tahoua
- Statue der Jungfrau Maria, Kathedrale Unserer lieben Frau von der immerwährenden Hilfe, Niamey[2]
- Skulptur eines Füllhorns, ehemalige Entwicklungsbank Nigers, Niamey
- Büste des Hauptmanns Issoufou Marafa, Tahoua
- Bildnis von Albarka Tchibaou, Tahoua
- Skulptur einer Frau aus Zarmaganda, Gouvernorat, Tillabéri[1]

## Ehrungen
- Offizierskreuz des Ordens der akademischen Palmen (2008)[4]